# James Weldon Johnson
James Weldon Johnson (Jacksonville, 17 giugno 1871 – Wiscasset, 26 giugno 1938) è stato uno scrittore e poeta statunitense, antesignano delle lotte per i diritti civili degli afroamericani.
Fu autore di romanzi, antologie, autobiografie. Scrisse la poesia Lift Every Voice and Sing, che, musicata dal fratello J. Rosamond Johnson, è conosciuta come "inno nazionale negro".
Studiò alla Atlanta University, fu console degli Stati Uniti d'America in Venezuela e in Nicaragua, dal 1906 al 1913. Nel 1925 gli fu conferita la Spingarn Medal.